# Broadus
Broadus és l'únic poble i seu del Comtat de Powder River dels Estats Units d'Amèrica a l'estat de Montana.

## Demografia
Segons el cens dels Estats Units del 2000 Broadus tenia 451 habitants, 199 habitatges, i 125 famílies. La densitat de població era de 527,7 habitants per km².
Dels 199 habitatges en un 28,1% hi vivien nens de menys de 18 anys, en un 52,3% hi vivien parelles casades, en un 7,5% dones solteres, i en un 36,7% no eren unitats familiars. En el 31,2% dels habitatges hi vivien persones soles el 16,1% de les quals corresponia a persones de 65 anys o més que vivien soles. El nombre mitjà de persones vivint en cada habitatge era de 2,27 i el nombre mitjà de persones que vivien en cada família era de 2,86.
Per edats la població es repartia de la següent manera: un 26,2% tenia menys de 18 anys, un 6% entre 18 i 24, un 24,6% entre 25 i 44, un 23,1% de 45 a 60 i un 20,2% 65 anys o més.
L'edat mediana era de 41 anys. Per cada 100 dones de 18 o més anys hi havia 87,1 homes.
La renda mediana per habitatge era de 25.156 $ i la renda mediana per família de 30.417 $. Els homes tenien una renda mediana de 22.813 $ mentre que les dones 15.417 $. La renda per capita de la població era de 15.938 $. Aproximadament el 13,6% de les famílies i el 14,5% de la població estaven per davall del llindar de pobresa.

## Poblacions més properes
El següent diagrama mostra les poblacions més properes.